# Dzjemal Zeïnklisjvilistadion
Het Dzjemal Zeïnklisjvilistadion is een voetbalstadion in de Georgische stad Bordzjomi, waar voetbalclub FK Bordzjomi haar thuiswedstrijden speelt.